# Marcello de Ipanema
Marcello de Ipanema (Ribeirão Preto, 13 de abril de 1924 — Rio de Janeiro, 16 de julho de 1993), foi um ambientalista, historiador, arquiteto, escritor e jornalista brasileiro.

## Biografia
Nascido no interior do estado de São Paulo, mudou-se para a cidade de Niterói, no estado do Rio de Janeiro, onde completou o ensino secundário. Formou-se em Geografia e História, com Licenciatura pela Faculdade de Filosofia da (então) Universidade do Brasil, hoje Universidade Federal do Rio de Janeiro.
Atuou como professor na rede municipal da cidade do Rio de Janeiro, na Pontifícia Universidade Católica do Rio de Janeiro, Faculdade de Comunicação da Universidade de Brasília e Escola de Comunicação da Universidade Federal do Rio de Janeiro.
Marcello de Ipanema foi o primeiro diretor do Patrimônio Histórico e Artístico do Estado da Guanabara, nomeado em 1965 durante o governo de Carlos Lacerda, realizando os primeiros tombamentos do Rio de Janeiro; O primeiro tombamento realizado foi o Parque Lage, situado no bairro Jardim Botânico. No mesmo período, dirigiu o Departamento de Cultura da Secretaria de Educação, a que se subordinavam os setores de bibliotecas, museus, teatros, inclusive o Teatro Municipal, Escolas de Artes e a Rádio Roquette Pinto. Tomou posse no Instituto Histórico e Geográfico Brasileiro (IHGB) em 1965.
Convidado pelo professor Hélio Alonso, foi o organizador e o primeiro diretor da Faculdade de Comunicação Social Hélio Alonso (Facha), na década de 1970. Nestes mesmos anos e no início da década de 1980, foi diretor do jornal "Ilha Notícias". Fundou e foi o primeiro presidente da Federação das Associações Fluminenses de Defesa de Meio Ambiente, congregando associações ecológicas de Angra dos Reis a Campos dos Goytacazes, de Magé a Cabo Frio, além das do Rio de Janeiro.
No jornalismo Marcello foi professor da Escola de Comunicação da Universidade Federal do Rio de Janeiro (UFRJ), sendo autor de diversos livros, entre eles "Legislação da Imprensa" - 2 vols. (1949); "História da Comunicação" (1968) e "Imprensa Fluminense" (1984) e de outros diversos artigos especializados. Estudioso da "História da Imprensa", contibuiu com seus estudos a escrever as memórias da comunicação e da história jornalistica no estado do Rio de Janeiro.
Como historiador e pesquisador Marcello atuou na preservação dos bens culturais e ambientais do Estado do Rio de Janeiro. Como defensor do patrimônio histórico, na década de 1980, manifestou suas preocupações quanto a descaracterização do entorno do Paço Imperial - edifício histórico do século XVIII, localizado na atual Praça XV de Novembro, no centro da cidade do Rio de Janeiro - solicitando ao IHGB que se manifestasse contra o projeto de construção dos novos edifícios da Bolsa de Valores (BVRJ) e do Edifício Centro Candido Mendes, da Universidade Candido Mendes. Foi contra ao  projeto imobiliário no Morro Dois Irmãos, alegando que tal proposta prejudicaria a imagem do litoral do Rio de Janeiro, sendo necessário preservar os elementos da identidade do Rio: as elevações e a Baía de Guanabara.
Como diretor do Patrimônio Histórico do Município do Rio de Janeiro, em sua gestão procurou valorizar a vida e costumes dos moradores da cidade.
Foram tombadas as moradias dos empregados da Fábrica de Bangu e a estação de bondinho de burro remanescente na Rua Pedro Alves, localizada no entorno da Leopoldina. 
Em 1977 foi afastado da Divisão do Patrimônio Artístico e Histórico da Prefeitura da Cidade do Rio de Janeiro, tendo sido posteriormente nomeado para o Conselho Estadual de Tombamento do Governo do Estado do Rio de Janeiro.
Em 1990, junto com sua esposa Cybelle, cria a Sociedade Ipanema de Educação e Cultura, com o objetivo de recuperar a cultura do interior do estado do Rio de Janeiro.
Ainda foi membro de Academias de Letras de Niterói, do Conselho Municipal de Cultura de Niterói e Conselho Municipal de Cultura de Paraíba do Sul. Foi diretor do Museu da Imagem e do Som do Estado da Guanabara e sócio benemérito do Instituto Histórico e Geográfico Brasileiro - IHGB.
Criador do jornal de bairro Jornal Ilha Notícias, que circula na Ilha do Governador, Marcello de Ipanema faleceu aos 69 anos, na madrugada do dia 16 de julho de 1993, no Rio de Janeiro. Ele foi casado com a historiadora Cybelle de Ipanema; autora de, entre outras obras, do livro A História da Ilha do Governador (1992).
Nos seus últimos livros, editados em parceira com sua esposa Cybelle de Ipanema, temática fluminense tem bastante destaque: Catálogo de Periódicos de Niterói (1988), Angra dos Reis, no Segundo Reinado (1990/1991), Paraíba do Sul: contribuições históricas (1990), Ordenamento Jurídico e Administrativo no Espaço Fluminense/Carioca (1991). A tipografia na Bahia: documentos sobre suas origens e o empresário Silva Serva.
Após seu falecimento, um parque na Ilha do Governador recebeu o nome de Parque Marcello de Ipanema em 1993, como homenagem póstuma ao ambientalista e escritor; anteriormente a denominação inicial era Parque do Engenho Velho. Projetado pela arquiteta Vera Lúcia Rodrigues  Cardim, suas obras de implantação e paisagismo foram inauguradas em 1995.
A coleção e arquivos de documentos pertencentes a Marcello de Ipanema, contendo livros, periódicos e outros, foram doados a Fundação Biblioteca Nacional, no ano de 2005. As obras têm como temática a Comunicação (Teoria, História), História do Brasil, História Fluminense e outras. Marcello foi colecionador de periódicos raros, tais como: Gazeta Literária (Porto, Lisboa 1761/1762), O Investigador Portuguez em Inglaterra (Lisboa-1811/1819).